# Juan Arbós
Juan Arbós, né le 12 novembre 1952 à Terrassa, est un joueur de hockey sur gazon espagnol.

## Carrière
Avec l'équipe d'Espagne, Juan Arbós est septième des Jeux olympiques d'été de 1972 à Munich, sacré champion d'Europe en 1972, sixième des Jeux olympiques d'été de 1976 à Montréal, médaillé d'argent des Jeux olympiques d'été de 1980 à Moscou et huitième des Jeux olympiques d'été de 1984 à Los Angeles.